# U Orionis
U Orionis (U Ori / HD 39816 / HR 2063) es una estrella variable en la constelación de Orión, visualmente situada 21 minutos de arco al oeste de χ1 Orionis. Se encuentra aproximadamente a 1000 años luz del sistema solar.

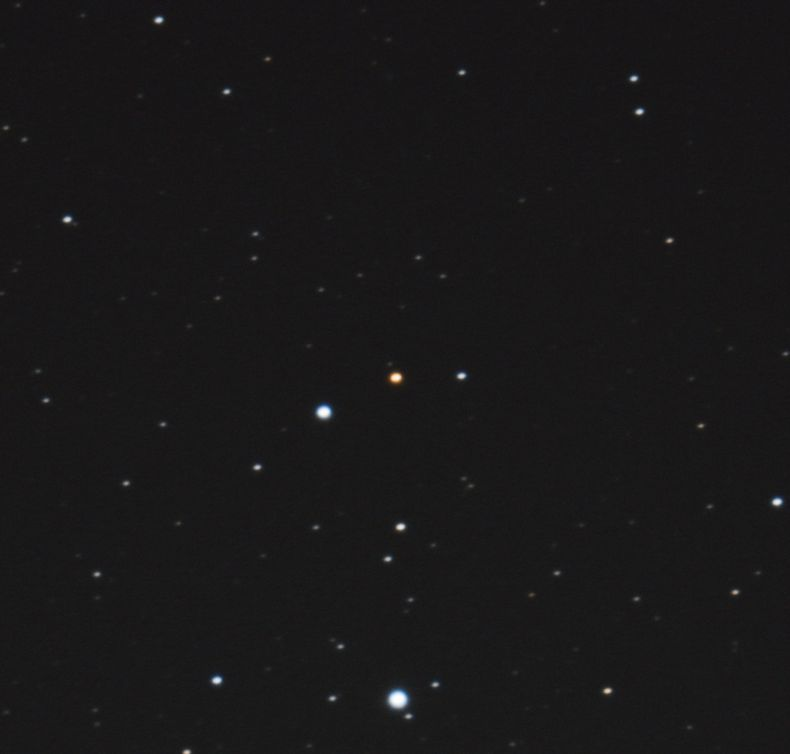
U Orionis en el centro de la imagen con una magnitud visual de aproximadamente 12 (5 de febrero de 2017)

U Orionis es una variable Mira rica en oxígeno de tipo espectral M8III.
Su brillo oscila entre magnitud +4,8 y +13 en un período de 368,3 días, habiéndose observado una variación en dicho período a lo largo del tiempo entre 367,9 y 376,0 días.
Su diámetro angular, medido en banda K y corregido por el efecto de oscurecimiento de limbo, es de 10,86 milisegundos de arco; a una distancia de 1000 años luz, corresponde a un radio 470 veces más grande que el del Sol.
Mediante ocultación lunar se ha medido un valor similar de su diámetro angular, también en banda K, de 11,90 milisegundos de arco; asimismo, existe evidencia de que su atmósfera puede ser asimétrica.
U Orionis tiene una temperatura superficial de 2905 ± 80 K y su luminosidad se estima 9700 ± 4000 veces mayor que la luminosidad solar.
U Orionis es una estrella brillante en el infrarrojo, cuyo espectro en esta región muestra vapor de agua así como líneas de emisión fuertes de OH. Asimismo existe emisión de agua en la región de microondas y emisión máser de SiO. La polarización de la radiación emitida probablemente está producida por la presencia de polvo circunestelar.
Fue descubierta por John Ellard Gore el 13 de diciembre de 1885.